# Tzolkin

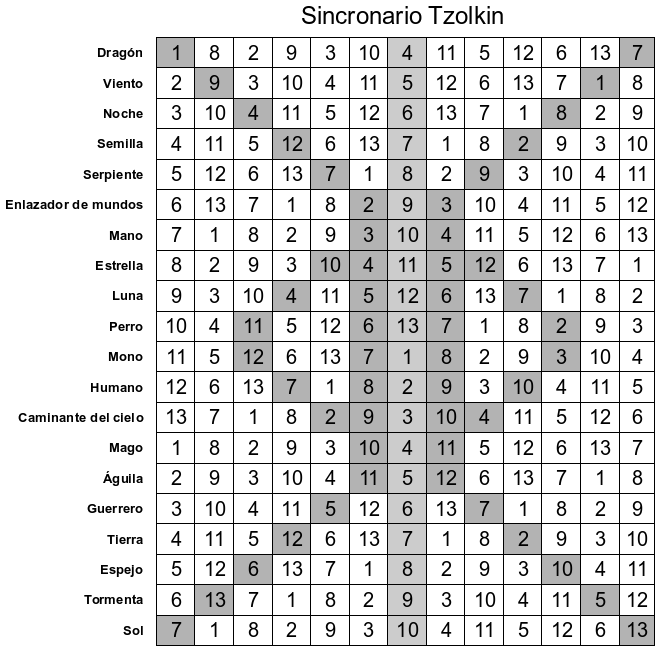

El Tzolkin o Tzolk'in —la cuenta de los días— es el nombre dado a la versión maya del ciclo sagrado de 260 días, constituido por veinte trecenas (o trece veintenas) utilizado en la Mesoamérica precolombina y equivalente al Tonalpohualli azteca. El tzolk'in aún se utiliza en las comunidades indígenas del altiplano guatemalteco y el estado de Oaxaca y reciben el título de vigilantes de los días aquellos que en dichas comunidades auguran los acontecimientos terrenales basándose en las fechas del ciclo sagrado.  
Se desconoce la forma con la que los mayas llamaban a este calendario. Fue el mayista William E. Gates quien acuñó el nombre tomando como base del (del idioma quiché: ch'ol q'iij ‘el orden de los días’), de esta forma los investigadores y especialistas han admitido el término tzolkin, ya que su verdadero nombre es desconocido.
| Calendario gregoriano            | Tzolkin de códice | Tzolkin de inscripción con número de cabeza | Interpretación al castellano | Rueda calendárica        |
| -------------------------------- | ----------------- | ------------------------------------------- | ---------------------------- | ------------------------ |
| Hoy es lunes 21 de julio de 2025 |                   |                                             | 10 Águila                    | \| \| \| \| \| 13 Xul \| |
|                                  |                   |                                             |                              | 13 Xul                   |

## Origen
Se desconoce cuál fue la cultura mesoamericana que desarrolló el calendario. Las estelas más antiguas que fechan los acontecimientos empleando este calendario —en combinación con el solar— datan de la época zapoteca en Oaxaca (500 a. C.) y se han hallado en lugares como Monte Albán. En otros lugares de mayor antigüedad como en San José Mogote y en la región olmeca del Golfo de México se han encontrado glifos que parecen datar acontecimientos. El más temprano registro inequívoco es la fecha 7 Venado encontrada en la pintura mural en el sitio de San Bartolo, Guatemala, datada a siglo 3 a. C., pero es evidente que el origen del ciclo de 260 días es mucho más antiguo. Un estudio arqueoastronómico ha demostrado que varios complejos arquitectónicos construidos a fines del segundo y principios del primer milenio a. C. en el área a lo largo de la costa sur del Golfo de México están orientados hacia las posiciones del Sol en el horizonte en ciertas fechas, separadas por múltiplos de 13 y 20 días. Dado que estos eran períodos elementales del ciclo de 260 días, las orientaciones que marcan estos intervalos solo pueden explicarse en asociación con este calendario. La datación de las primeras construcciones indica que estaba en uso hacia 1100 a. C.
El propósito de un calendario que no tiene una relación obvia con ningún ciclo astronómico ni geofísico es desconocido, si bien se han formulado numerosas teorías al respecto. La más simple de todas ellas atribuye su origen a la especial significación que los números 20 y 13 tenían para los mayas, el primero la base de sus sistema de numeración y el segundo el número de niveles del cielo, residencia de los dioses, y también, según vigilantes de los días modernos el número de articulaciones del cuerpo: tobillos, rodillas, caderas, muñecas, codos, hombros y cuello.
Barbara Tedlock sugiere que el tzolk'in está relacionado con la gestación humana contándose el tiempo transcurrido entre la última falta menstrual y el parto, período consistente con la regla de Naegele que establece un tiempo de 40 semanas (280 días) desde la última menstruación. Incluso se ha postulado que el ciclo de 260 días fue establecido por las matronas para predecir la fecha del nacimiento.
Varios estudiosos, entre ellos Vincent Malmström (1973) siguiendo ideas propuestas por Zelia Nuttall (1928), Ola Apenes (1936) y otros, sugieren que el tzolkin está relacionado con el tránsito del sol. Según esta teoría en la banda que limitan los paralelos 14° 42' N y 15 °N el sol alcanza su cénit hacia el 12 de agosto y de nuevo el 30 de abril del año siguiente fechas entre las que transcurren 260 días. Esta teoría no tiene gran aceptación porque las más antiguas inscripciones se han encontrado lejos de las latitudes propuestas y a cada ciclo de 260 días sigue otro de 105. A pesar de lo dicho, este ciclo complementario de 105 días resulta ser el del cultivo del maíz y aún hoy día en las comunidades de la costa sur de Guatemala en las que subsiste el tzolkin, se planta a finales de abril o principio de mayo y se recolecta a mediados de agosto.
Anthony F. Aveni propone que los mayas utilizaron un calendario venusiano del mismo modo que otros astrónomos han empleado calendarios solares, sugiriendo que la Tabla de Venus del Códice de Dresden es una precisa efemérides astronómica de dicho planeta. En sustento de su hipótesis hace notar que el promedio de tiempo entre las apariciones de Venus al alba o al atardecer es de 263 días y que la mitad del año dracónico -tiempo que transcurre de promedio entre dos eclipses— es de 173,31 días y tiene una relación con el tzolkin de 2 a 3. Si bien este hecho pueda no justificar el origen del tzolkin el hecho es que los mayas emplearon el tzolkin en la predicción de eclipses. El mismo autor expone en su obra la hipótesis del origen mixto del tzolkin.

## Los días del Tzolkín
El Tzolkin es una sucesión de veinte trecenas o trece veintenas. Los días de cada trecena se numeran de forma consecutiva mientras que los de cada veintena tiene nombres que se repiten cíclicamente y se encuentran bajo la advocación de una deidad. La combinación de ambas series origina un ciclo de 260 días.
| No. 1 | Nombre del día2 | Ejemplo del glifo en inscripción3 | Ejemplo del glifo en códice4 | Maya yucateco del siglo XVI5 | Pronunciación en maya clásico6 | Significado7                                                                       | Quiche8    |
| --- | --------------- | --------------------------------- | ---------------------------- | ---------------------------- | ------------------------------ | ---------------------------------------------------------------------------------- | ---------- |
| 01 | Imix'           |                                   |                              | Imix                         | Imix (?) / Ha' (?)             | Dragon; el cuerpo de la Tierra o el mundo.                                         | Imox       |
| 02 | Ik'             |                                   |                              | Ik                           | Ik'                            | Viento, aliento, vida. También la violencia, relámpago.                            | Iq'        |
| 03 | Ak'b'al         |                                   |                              | Akbal                        | Ak'b'al (?)                    | Noche, oscuridad; el inframundo, amanecer, atardecer, grano.                       | Aq'ab'al   |
| 04 | K'an            |                                   |                              | Kan                          | K'an (?)                       | Maíz, abundancia, riqueza, red, telaraña, fuego.                                   | K'at       |
| 05 | Chikchan        |                                   |                              | Chicchan                     | (desconocida)                  | Serpiente celestial.                                                               | Kan        |
| 06 | Kimi            |                                   |                              | Cimi                         | Cham (?)                       | Muerte, renacimiento.                                                              | Kame       |
| 07 | Manik'          |                                   |                              | Manik                        | Manich' (?)                    | Ciervo, símbolo del dios de la caza, venado, autoridad.                            | Kej        |
| 08 | Lamat           |                                   |                              | Lamat                        | Ek' (?)                        | Conejo, símbolo del planeta Venus, puesta del Sol.                                 | Q'anil     |
| 09 | Muluk           |                                   |                              | Muluc                        | (desconocida)                  | Agua, simbolizado con el jade, lluvia, ofrenda.                                    | Toj        |
| 10 | Ok              |                                   |                              | Oc                           | (desconocida)                  | Perro, guía al sol durante la noche a través del inframundo, justicia.             | Tz'i'      |
| 11 | Chuwen          |                                   |                              | Chuen                        | (desconocida)                  | Mono, dios de las artes y el conocimiento.                                         | B'atz'     |
| 12 | Eb'             |                                   |                              | Eb                           | (desconocida)                  | Césped, relacionado con la lluvia, diente, camino.                                 | E'         |
| 13 | B'en            |                                   |                              | Ben                          | (desconocida)                  | Rojo, quien cuida del crecimiento del grano, caña, abundancia.                     | Aj         |
| 14 | Ix              |                                   |                              | Ix                           | Hix (?)                        | Jaguar, el sol nocturno, vitalidad.                                                | I´x, Balam |
| 15 | Men             |                                   |                              | Men                          | (desconocida)                  | Águila, ave o luna, libertad.                                                      | Tzikin     |
| 16 | Kib'            |                                   |                              | Cib                          | (desconocida)                  | Buitre y búho, aves de la muerte del día y la noche. También cera, alma e insecto. | Ajmaq      |
| 17 | Kab'an          |                                   |                              | Caban                        | Chab' (?)                      | Terremoto, Inteligencia, Sabiduría, Conocimiento.                                  | No'j       |
| 18 | Etz'nab'        |                                   |                              | Etznab                       | (desconocida)                  | Cuchillo, el de sílex ritual.                                                      | Tijax      |
| 19 | Kawak           |                                   |                              | Cauac                        | (desconocida)                  | Tormenta, dioses del trueno y el rayo.                                             | Kawoq      |
| 20 | Ajaw            |                                   |                              | Ahau                         | Ajaw                           | Señor, el dios Sol, cerbatanero, majestad.                                         | Ajpu       |
| Leyenda: 1. El número de secuencia del día bautizado en el Tzolkin 2. Nombre del día en la ortografía revisada de la Academia de Lenguas Mayas de Guatemala 3. Un ejemplo de glifo (logograma) para el día bautizado, típico de inscripciones monumentales ("modelo cartucho"). La mayoría alterna formas ya existentes. 4. Un ejemplo de glifo en el estilo de códice maya. Cuando era pintados se usaba un estilo más modesto con el mismo significado. De nuevo, formas ya existentes. 5. Nombre del día, del maya yucateco del XVI según Diego de Landa, esta ortografía, hasta hace poco, fue ampliamente usada 6. Las versiones que se dan aquí (en el maya clásico, el principal idioma de las inscripciones del Periodo Clásico (200-900)) se reconstruyen sobre la base de comparaciones fonológicas; un símbolo '?' indica que la reconstrucción es tentativa. 7. Cada nombre de día tenía una asociación común o identificación con determinados fenómenos naturales |                 |                                   |                              |                              |                                |                                                                                    |            |

Suponiendo, como sostienen algunos autores que el primer día del tzolkin sea 1 Imix, la sucesión de los días de las veinte trecenas del tzolk'in sería la siguiente.
|      | 1        | 2        | 3        | 4        | 5        | 6        | 7        | 8        | 9        | 10       | 11       | 12       | 13       |
| 1.ª  | Imix     | Ik       | Kan      | Akbal    | Chicchan | Cimi     | Manik    | Lamat    | Muluc    | Oc       | Chuen    | Eb       | Ben      |
| 2.ª  | Ix       | Men      | Cib      | Caban    | Etznab   | Cauac    | Ahau     | Imix     | Ik       | Kan      | Akbal    | Chicchan | Cimi     |
| 3.ª  | Manik    | Lamat    | Muluc    | Oc       | Chuen    | Eb       | Ben      | Ix       | Men      | Cib      | Caban    | Etznab   | Cauac    |
| 4.ª  | Ahau     | Imix     | Ik       | Kan      | Akbal    | Chicchan | Cimi     | Manik    | Lamat    | Muluc    | Oc       | Chuen    | Eb       |
| 5.ª  | Ben      | Ix       | Men      | Cib      | Caban    | Etznab   | Cauac    | Ahau     | Imix     | Ik       | Kan      | Akbal    | Chicchan |
| 6.ª  | Cimi     | Manik    | Lamat    | Muluc    | Oc       | Chuen    | Eb       | Ben      | Ix       | Men      | Cib      | Caban    | Etznab   |
| 7.ª  | Cauac    | Ahau     | Imix     | Ik       | Kan      | Akbal    | Chicchan | Cimi     | Manik    | Lamat    | Muluc    | Oc       | Chuen    |
| 8.ª  | Eb       | Ben      | Ix       | Men      | Cib      | Caban    | Etznab   | Cauac    | Ahau     | Imix     | Ik       | Kan      | Akbal    |
| 9.ª  | Chicchan | Cimi     | Manik    | Lamat    | Muluc    | Oc       | Chuen    | Eb       | Ben      | Ix       | Men      | Cib      | Caban    |
| 10.ª | Etznab   | Cauac    | Ahau     | Imix     | Ik       | Kan      | Akbal    | Chicchan | Cimi     | Manik    | Lamat    | Muluc    | Oc       |
| 11.ª | Chuen    | Eb       | Ben      | Ix       | Men      | Cib      | Caban    | Etznab   | Cauac    | Ahau     | Imix     | Ik       | Kan      |
| 12.ª | Akbal    | Chicchan | Cimi     | Manik    | Lamat    | Muluc    | Oc       | Chuen    | Eb       | Ben      | Ix       | Men      | Cib      |
| 13.ª | Caban    | Etznab   | Cauac    | Ahau     | Imix     | Ik       | Kan      | Akbal    | Chicchan | Cimi     | Manik    | Lamat    | Muluc    |
| 14.ª | Oc       | Chuen    | Eb       | Ben      | Ix       | Men      | Cib      | Caban    | Etznab   | Cauac    | Ahau     | Imix     | Ik       |
| 15.ª | Kan      | Akbal    | Chicchan | Cimi     | Manik    | Lamat    | Muluc    | Oc       | Chuen    | Eb       | Ben      | Ix       | Men      |
| 16.ª | Cib      | Caban    | Etznab   | Cauac    | Ahau     | Imix     | Ik       | Kan      | Akbal    | Chicchan | Cimi     | Manik    | Lamat    |
| 17.ª | Muluc    | Oc       | Chuen    | Eb       | Ben      | Ix       | Men      | Cib      | Caban    | Etznab   | Cauac    | Ahau     | Imix     |
| 18.ª | Ik       | Kan      | Akbal    | Chicchan | Cimi     | Manik    | Lamat    | Muluc    | Oc       | Chuen    | Eb       | Ben      | Ix       |
| 19.ª | Men      | Cib      | Caban    | Etznab   | Cauac    | Ahau     | Imix     | Ik       | Kan      | Akbal    | Chicchan | Cimi     | Manik    |
| 20.ª | Lamat    | Muluc    | Oc       | Chuen    | Eb       | Ben      | Ix       | Men      | Cib      | Caban    | Etznab   | Cauac    | Ahau     |

## Matriz armónica
El sincronario tzolk'in es representado en una matriz numérica en forma de tabla, compuesta por 20 filas (que son los sellos) y 13 columnas (que son los tonos), o respectivamente, 20 columnas y 13 filas, ya que la matriz puede estar en posición vertical u horizontal. Cada día (Kin) de este sincronario (o calendario), está compuesto por la combinación de un tono y un sello. En la imagen de abajo, se muestra el tzolk'in de forma vertical, con sus respectivos sellos traducidos al idioma español. Todo lo anterior está influido por la astrología tipo John Major Jenkins y José Argüello, y las traducciones al español están adaptadas a su pensamiento;  no son traducciones sino adaptaciones a su sistema de pensamiento.  La numerología que exhibe carece de importancia científica.
Esta matriz numérica, o calendario en general, ha sido motivo de investigación debido a su peculiar organización numérica. He aquí algunas curiosidades:
- Si sumamos los números de las cuatro esquinas del tzolk'in (1, 7, 7, 13), encontraremos que da un total de 28, que es el número aproximado de días en un mes. Este fenómeno se repite también en las esquinas interiores.
- Si multiplicamos el número 28 que obtuvimos sumando las esquinas, por el número 13 (cantidad de tonos), obtenemos el número 364. Si consideramos que los mayas empezaban a contar desde el cero, podemos ajustarlo esto a nuestro modo de contar sumando un dígito: 364 + 1 = 365. Obtenemos 365, que es el número de días en un año solar.
- Si sumamos los números del uno al trece (1 + 2 + 3 + 4 + 5 + 6 + 7 + 8 + 9 + 10 + 11 + 12 + 13 = 91), obtenemos noventa y uno, que es el número de días de cada estación del año solar (91*4=364).Si consideramos de nuevo que los mayas empezaban a contar desde el cero, podemos encontrar que para ellos, en realidad, el año solar posee 365 días, pues el primer día de año sería cero.
- Si tomamos en cuenta que los mayas comenzaban a contar desde el 0, podemos utilizar el mismo método que ideó,[12] que consiste en sumar el 0 con el 13, luego el 1 con el 12 y así sucesivamente ((0,13),(1,12),(2,11),(3,10),(4,9),(5,8)y (6,7)). De esta forma en dichas sumas obtendremos siempre 13, y este método lo repetimos 7 veces. Luego 13•7=91 que es el número de días de cada estación del año solar, incluyendo que el 13 es el número sagrado de los mayas y el 7 número místico maya.
- Si sumamos de la misma forma que Gauss, pero esta vez entre 1 y 13, 2 y 12, así sucesivamente sin incluir el 7 número místico maya. Esta suma que se repite 6 veces nos da por resultado siempre 14, luego (14•6)+7=91.
- En cada fila están los 13 dígitos en órdenes diferentes y por tanto sumando lo mismo: 91, sumatorio de 13 o 7 x 13.
- La suma de la columna central, la 7.ª, llamada Columna Mística, es 140 que es la media de la suma de todas las columnas.
- Cada celda o unidad puede representar tanto a 1 Kin (1 día) como a 1 Katun (= 7.200 kines), de modo que el total de las 260 unidades puede expresar tanto 260 kines (Tzolkin = 13 kines x 20 ciclos) como 260 Katunes (13 Katunes x 20 ciclos Ahau) o 7.200 Tzolkines, la Cuenta Larga.